# ظهور قابل مقاومت آرتورو اوئی
ظهور قابل مقاومت آرتورو یوی (آلمانی: Der aufhaltsame Aufstieg des Arturo Ui) نمایشی که در ۱۹۴۲ توسط برتولت برشت نوشته شد و در ۱۹۵۸ به روی صحنه رفت. این نمایش ظهور و قدرت گرفتن یک گانگستر تخیلی اهل شیکاگو را در دهه ۱۹۳۰ میلادی به تصویر می‌کشد که سعی می‌کند مخالفانش را نابود کند و صنعت کلم را تحت کنترل بگیرد. این نمایش به صورت طنز و تمثیل به قدرت گرفتن هیتلر و حزب نازی آلمان اشاره دارد.
این کتاب در ایران با عنوان صعود ممانعت‌پذیر آرتورو اوئی توسط فرامرز بهزاد ترجمه و منتشر شده‌است.